# Unterbeschäftigung
Unterbeschäftigung liegt in der Volkswirtschaftslehre vor, wenn die Zahl der Arbeitslosen größer ist als die Zahl der offenen Stellen. Gegensatz ist die Überbeschäftigung.

## Allgemeines
Es handelt sich um eine Beschäftigung, die bei gegebener Kapazität deutlich unterhalb der Kapazitätsgrenze oder maximalen Ausbringung liegt. Einer Unterbeschäftigung kann insbesondere durch Kurzarbeit, intensitätsmäßige Anpassung (Verringerung des Arbeitstempos), quantitative Kapazitätsverminderung oder Desinvestition begegnet werden. 
Mit dem Begriff Unterbeschäftigung (englisch underemployment) beschreibt die International Labour Organization (ILO) in ihrer Arbeitsmarktstatistik das partielle Fehlen von Arbeit.

## Theoretische Begründung
Während die Begriffe Arbeitslosigkeit und Erwerbslosigkeit für das vollständige Fehlen von Erwerbsarbeit verwendet werden, steht der Begriff Unterbeschäftigung für das teilweise Fehlen von Erwerbsarbeit. Die Ursache des gesellschaftlichen Problems ist in beiden Fällen identisch: Das gesellschaftliche Volumen an Erwerbsarbeit (Arbeitsvolumen) ist über die gültigen Regelungen zur Arbeitszeit ungleich auf die Personen verteilt, die auf den Arbeitsmarkt drängen (Erwerbspersonenpotential). 
Die Lösung des gesellschaftlichen Problems von Arbeitslosigkeit/Unterbeschäftigung liegt in der Harmonisierung der variablen Faktoren Arbeitsvolumen, Erwerbspersonenpotential und Arbeitszeit. 
Interessengeleitet fallen die Lösungsvorschläge zur Harmonisierung der drei Variablen vielfältig aus. Grundsätzlich geht es dabei jedoch um 2 Varianten:
- Erweiterung des Arbeitsvolumens zur Erweiterung der Arbeitskräftenachfrage:

Hohe Wachstumsraten der Volkswirtschaft werden erfahrungsgemäß mit Beschäftigungszuwachs assoziiert. Zahlreiche Theorien zur Arbeitslosigkeit versuchen Wirtschaftswachstum zu begründen und dabei das Verhalten potentieller Erwerbspersonen mit den Anforderungen des Arbeitsmarktes abzugleichen. Danach müssten Länder mit den weltweit niedrigsten Löhnen und Sozialleistungen den höchsten Beschäftigungsgrad erreichen – das ist jedoch nicht der Fall. Auch begründet hohes Wirtschaftswachstum weder zwangsläufig das Wachsen des Arbeitsvolumens noch die erforderliche Gleichverteilung von Arbeit und damit die Beseitigung von Arbeitslosigkeit/Unterbeschäftigung.
- Reduzierung der tariflichen Vollzeit zur relativen Gleichverteilung von Arbeit:

Über den Zeitraum der letzten 150 Jahre betrachtet, steht in den hoch entwickelten Volkswirtschaften einer stetig wachsenden Bevölkerung ein stetig sinkendes Arbeitsvolumen pro Erwerbsperson gegenüber, das zu einer Halbierung der tariflichen Wochenarbeitszeit geführt hat.
Mit den Daten der OECD wird es für den Zeitraum von 1970 bis 2000 konkreter:
- Das Erwerbspersonenpotential ist in allen OECD-Ländern seit 1970 gewachsen.
- Das Arbeitsvolumen ist auf die Dekaden bezogen seit 1970 in fast allen OECD-Ländern abwechselnd gewachsen und geschrumpft – nur in den USA ist es durchgängig gewachsen und nur in Deutschland ist es durchgängig geschrumpft.
- Die durchschnittliche tarifliche Vollzeitarbeit hat in den OECD-Ländern das Ausgangsniveau von 1970 wieder annähernd erreicht.

Konjunkturell bedingte Schwankungen der Wirtschaftsleistung bedingen kurzzeitige Ausgrenzungen vom Arbeitsmarkt, die sozial abgefedert werden können. Außerdem kann die konjunkturelle Lücke am Arbeitsmarkt durch eine vorübergehende Erweiterung des öffentlichen Beschäftigungssektors wenigstens teilweise geschlossen werden.
Die aktuell stark verbreitete Unterbeschäftigung und Massenarbeitslosigkeit in Form von 50-prozentiger Langzeitarbeitslosigkeit ist dagegen als dauerhafte Ausgrenzung vom Arbeitsmarkt eindeutig auf eine fehlende Anpassung der tariflichen Vollzeit zurückzuführen, die über einen längeren Zeitraum nicht mehr im erforderlichen Maß erfolgt ist.

## Statistische Definition
Erwerbstätige Personen werden nach dem Konzept der International Labour Organization zur Unterbeschäftigung nur dann als sichtbar unterbeschäftigt klassifiziert, wenn sie gleichzeitig die folgenden drei Kriterien erfüllen:
- Es wurde weniger als die normale Arbeitszeit gearbeitet.
- Die geringere Arbeitszeit war unfreiwillig.
- Es wurde nach einer zusätzlichen Erwerbsarbeit während der Referenzperiode gesucht oder die Verfügbarkeit dazu war gegeben.

Das Labour-Force-Konzept der ILO dagegen definiert die Erwerbstätigkeit nur in einem extensiven Sinne, so dass es bereits ausreicht, in einer Woche eine Stunde gearbeitet zu haben, um als erwerbstätig klassifiziert zu werden. Erwerbslosigkeit wird entsprechend als extreme Situation des totalen Fehlens von Arbeit verstanden. Diese extremen Definitionen des Labour-Force-Konzeptes der ILO bilden die Grundlage für die monatliche Veröffentlichung der amtlichen Zahlen zur Erwerbstätigkeit und Erwerbslosigkeit.
Innerhalb der Erwerbstätigkeit können allerdings auch weniger extreme Situationen als die totale Erwerbslosigkeit mit partiellem Fehlen von Arbeit gegeben sein. Um solche Situationen zu identifizieren und damit die Statistik der Erwerbslosigkeit zu vervollständigen, wurde das Konzept der Unterbeschäftigung eingeführt.
Unterbeschäftigung liegt statistisch vor, wenn es weniger offene Stellen ({\displaystyle A_{A}}) als Arbeitslose ({\displaystyle A_{N}}) gibt:
{\displaystyle A_{A}} < {\displaystyle A_{N}}.
Die Begriffe Vollbeschäftigung, Überbeschäftigung und Unterbeschäftigung werden analog auch in der Betriebswirtschaftslehre verwendet, siehe Beschäftigung (Kostenrechnung).
Innerhalb der Kostentheorie handelt es sich bei der Unterbeschäftigung um eine Beschäftigung, die unterhalb des optimalen Beschäftigungsgrades liegt. In der Plankostenrechnung wird der Begriff teilweise auch für die Ist-Beschäftigung verwendet, die unter der Planbeschäftigung liegt.

## Historische Einordnung
Unter dem Eindruck der Weltwirtschaftskrise ab Oktober 1929 mit ihrer Massenarbeitslosigkeit kam John Maynard Keynes in seinem im Februar 1936 erschienenen Buch Allgemeine Theorie der Beschäftigung, des Zinses und des Geldes zu dem Ergebnis, dass der Arbeitsmarkt zu einem „Unterbeschäftigungs-Gleichgewicht“ (englisch under-employment equilibrium) tendiere und sich Vollbeschäftigung nur durch die Wirtschaftspolitik steuern lasse. Die klassische Nationalökonomie hingegen gelangte zuvor zu der Auffassung, dass die Wachstumsdynamik durch den Marktmechanismus zur Vollbeschäftigung führe.
Die schon länger währende tendenzielle Zunahme der Unterbeschäftigung spricht für eine Erosion des Normalarbeitsverhältnisses, das von ganz unterschiedlichen Formen der Erwerbsarbeit abgelöst wird. Viele davon sind marginale Tätigkeiten, die durch geringe Arbeitszeiten oder geringe Arbeitsentgelte geprägt sind.
Dabei ist Unterbeschäftigung als gesellschaftlich relevante Größe und volkswirtschaftliche Kennzahl erstmals in den 90er Jahren statistisch erfasst worden. Die Ursachen der Unterbeschäftigung sind zwar aus der Massenarbeitslosigkeit abzuleiten, aber nicht hinreichend erklärt. Erst der gewachsene Dienstleistungssektor und Änderungen in der Sozialgesetzgebung zugunsten geringfügiger Beschäftigungsformen machten sowohl die Schaffung als auch Inanspruchnahme entsprechender Arbeitsstellen attraktiv.

## Die Situation in der Bundesrepublik Deutschland

Unfreiwillig Teilzeitbeschäftigte

Bevölkerung nach überwiegendem Lebensunterhalt

Bevölkerung nach der Beteiligung am Erwerbsleben

Das Statistische Bundesamt hatte im März 2006 erstmals Monatsdaten zur Unterbeschäftigung in Deutschland aus der ILO-Arbeitsmarktstatistik veröffentlicht. Im Zeitraum von Januar 2005 bis Januar 2006 stieg danach der Anteil der Unterbeschäftigten an allen Erwerbstätigen um drei Prozentpunkte von 10,9 % auf 13,9 %. Gut jeder siebte Erwerbstätige hätte somit im Januar 2006 bei entsprechender Vergütung gern mehr gearbeitet. Bis zum April 2007 sank die Unterbeschäftigtenquote auf 11,8 Prozent.
Eine zweite Quelle für die Beschreibung der Unterbeschäftigung ergibt sich aus den Daten des Instituts für Arbeitsmarkt- und Berufsforschung – beispielsweise für 2006:
„Abhängig davon, wie weit der Begriff der Unterbeschäftigung gefasst wird, lag die Arbeitsplatzlücke in Deutschland im Jahr 2006 zwischen 4,49 und 6,59 Millionen. Während bei dem niedrigeren Wert nur die registrierten Arbeitslosen berücksichtigt werden, ergibt sich eine Unterbeschäftigung von 6,59 Millionen aus den registrierten Arbeitslosen, der Stillen Reserve im engeren Sinne, der Stillen Reserve in Maßnahmen, dem so genannten „zweiten Arbeitsmarkt“, der Kurzarbeit und den Maßnahmen mit denen die Selbstständigkeit gefördert wird. (Arbeitsmarkt 2006)“
In diesem Zusammenhang blieben die unfreiwillige Teilzeitbeschäftigung aus dem Mikrozensus unberücksichtigt. Von unfreiwilliger Teilzeitbeschäftigung spricht man, wenn die Befragten als Grund für ihre Teilzeittätigkeit angeben, keine Vollzeitbeschäftigung gefunden zu haben. Für sie ist Teilzeitarbeit in der Regel das kleinere Übel, um nicht in die Arbeitslosigkeit abzurutschen.
Im Mikrozensus 2006 wurden 1,997 Mio. unfreiwillig Teilzeitbeschäftigte ausgewiesen, so dass danach 2006 in der Summe 8,59 Millionen Personen von Unterbeschäftigung betroffen waren.
Eine dritte Quelle zur Beschreibung der Unterbeschäftigung ergibt sich aus den Daten des Mikrozensus 2007 zur „Bevölkerung nach überwiegendem Lebensunterhalt“ im Unterschied zur „Bevölkerung nach der Beteiligung am Erwerbsleben“.
34,34 Mio. Menschen konnten 2007 überwiegend ihren Lebensunterhalt aus Erwerbsarbeit bestreiten – das sind in der gleichen Befragung fast 4 Millionen erwerbstätige Personen weniger als unter dem Aspekt der Beteiligung am Erwerbsleben erfasst wurden.
In den veröffentlichten amtlichen Daten 2007 wurden sogar 39,7 Mio. Erwerbstätige nach dem Labour Force Konzept der ILO ausgewiesen – also über 5 Mio. Erwerbstätige mehr als unter dem Aspekt des überwiegenden Lebensunterhalts.
Das Institut für Arbeitsmarkt- und Berufsforschung hat für 2007 ein Erwerbspersonenpotential von 44,4 Mio. Personen ermittelt, die auf den deutschen Arbeitsmarkt drängten. Davon konnten sich 34,34 Mio. Personen ihren Lebensunterhalt überwiegend durch Erwerbsarbeit sichern. In der Differenz ergeben sich fast 10 Mio. potentiell oder partiell erwerbstätige Personen, die auf den Arbeitsmarkt drängen und trotzdem auf die Unterstützung des Staates oder der Familienangehörigen angewiesen sind.